# Matteo Soragna
Matteo Soragna (né le 26 décembre 1975 à Mantoue, en Lombardie) est un joueur de basket-ball italien, jouant au poste d'ailier.

## Biographie
Matteo Soragna est membre de la sélection italienne depuis 2001. Il a remporté une médaille de bronze lors du championnat d'Europe 2003 et une médaille d'argent lors des Jeux olympiques 2004.

## Distinction
- Ordre du Mérite de la République italienne[1] le 27 septembre 2004